# 대천시·보령군
대천시·보령군은 대한민국의 옛 국회의원 선거구이다. 당시 충청남도 대천시와 보령군 지역을 관할했다.

## 역사
대한민국 제13대 국회의원 선거를 앞두고 부여군·서천군·보령군 선거구에서 분리되면서 신설되었다.
1995년 1월 1일을 기해 충청남도 대천시와 보령군이 통합되면서 통합 보령시가 출범되었다. 이에 따라 대한민국 제15대 국회의원 선거를 앞두고 대천시·보령군 선거구가 보령시 선거구로 개편되었다.

## 역대 국회의원
| 선거   | 정당 | 정당         | 의원   |
| ------ | ---- | ------------ | ------ |
| 1988년 |      | 신민주공화당 | 김용환 |
| 1992년 |      | 민주자유당   | 김용환 |

## 역대 선거 결과

### 대한민국 제13대 국회의원 선거
|  | 57.46% |

|  | 29.62% |

|  | 6.59% |

|  | 6.31% |

### 대한민국 제14대 국회의원 선거
|  | 69.54% |

|  | 20.54% |

|  | 7.83% |

|  | 2.06% |